# Dipoena mitifica
Dipoena mitifica är en spindelart som beskrevs av Simon 1899. Dipoena mitifica ingår i släktet Dipoena och familjen klotspindlar. Inga underarter finns listade i Catalogue of Life.